# Bolbocaffer pallens
Bolbocaffer pallens is een keversoort uit de familie cognackevers (Bolboceratidae). De wetenschappelijke naam van de soort werd in 1835 gepubliceerd door Johann Christoph Friedrich Klug.